# Cinetorhynchus reticulatus
Crevette danseuse aux yeux verts
Espèce
Cinetorhynchus reticulatus, communément nommé Crevette danseuse aux yeux verts, est une espèce de crevette de la famille des Rhynchocinetidae.

## Description
Sa taille est de 3 à 6 cm. Son corps est gris clair et en partie translucide, barré sinon de bandes rouges et ponctué de points gris. Les yeux sont très gros et très visibles, vert saphir irisé. Les pattes sont striées de rouge et de blanc.

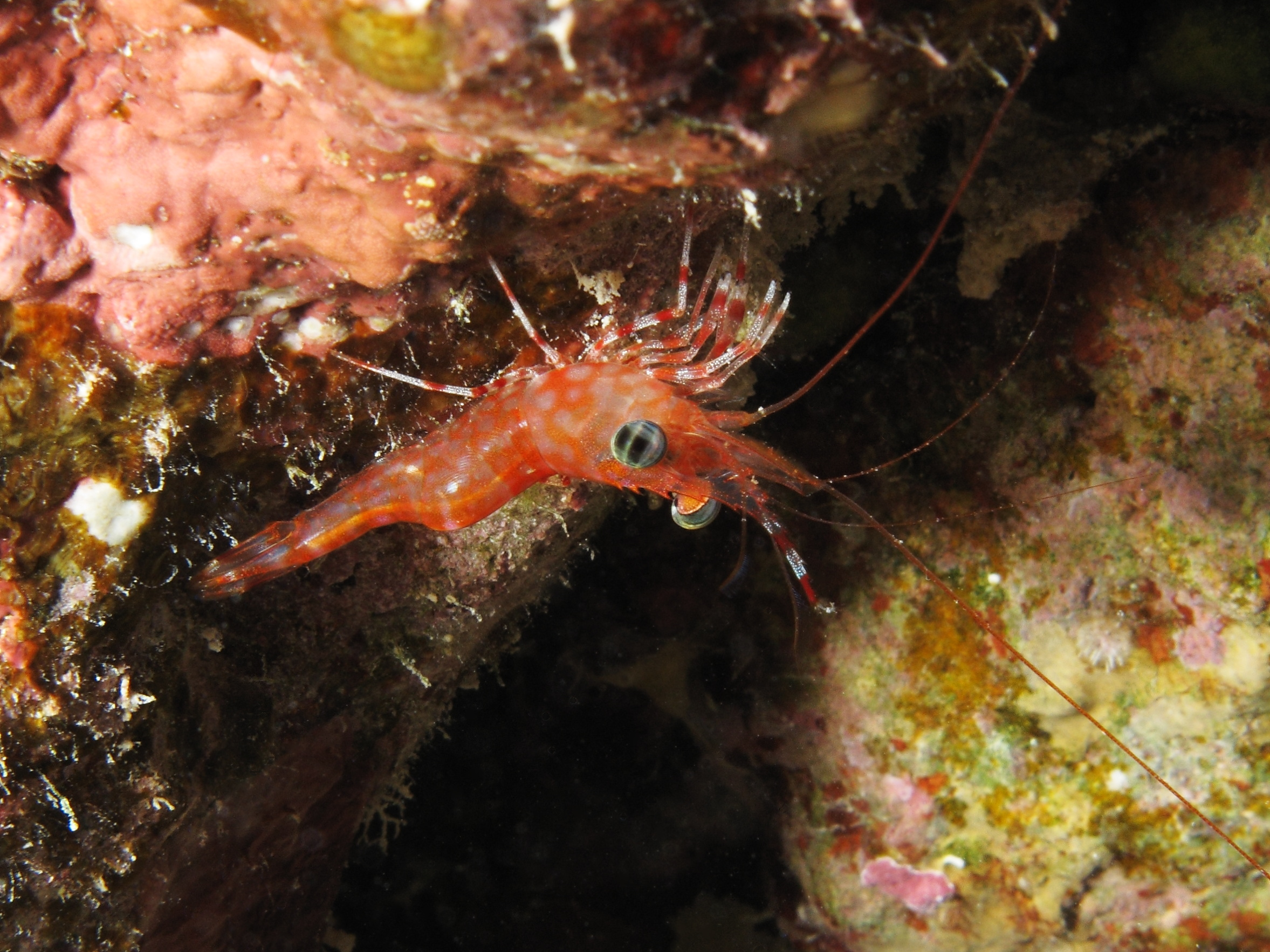
Femelle en Égypte

## Habitat et répartition
La Crevette danseuse aux yeux verts est présente dans les eaux tropicales de la région Indo-Pacifique, mer Rouge incluse. On la rencontre entre 10 et 30 m de profondeur.

## Étymologie
Son nom spécifique, du latin reticulatus, « filet à petites mailles, réseau », lui a été donné en sa coloration.

## Publication originale
- Okuno, 1997 : Crustacea Decapoda: Review on the genus Cinetorhynchus Holthuis, 1955 from the Indo-West Pacific (Caridea: Rhynchocinetidae). in Richer de Forges, Les fonds meubles des lagons de Nouvelle-Calédonie (Sédimentologie, Benthos). pp. 31-58 (texte intégral) (en) [PDF].